# Жар-птица (театр)
Московский государственный театр кукол «Жар-Птица» — детский кукольный театр в Сокольниках, основан в 1991 году актёрами Московского театра кукол. Название театра было выбрано в честь жар-птицы — сказочного существа, символа чистоты, тепла и света. Спектакли рассчитаны на возрастные категории от 1 года до 18 лет, большинство из них длятся около часа, чтобы маленькие зрители не уставали.

## История театра
В первые годы работы труппа ставила только спектакли по сюжетам русских народных сказок, но со временем репертуар расширился постановками по произведениям Ханса Кристиана Андерсена, Редьярда Киплинга, Шарля Перро и других зарубежных авторов. За 26 лет работы на сцене театра были сыграны более 40 различных спектаклей. Актёры и художественный состав театра с одинаковым профессионализмом воспроизводят классические произведения детской литературы и ищут новые театральные формы.

## Репертуар
В 26 театральном сезоне 2016—2017 годов были представлены:
- Секреты Жар-птицы (интерактивная экскурсия-игра);
- Игра в слова (С. Плотов);
- Ау, Машенька! (Л. Устинов);
- Плих и Плюх (Д. Хармс);
- Русалочка (Х. К. Андерсен);
- Холодное сердце (Вильгельм Гауф);
- Клочки по закоулочкам (Григорий Остер);
- Про Петрушку и царевну-лягушку, или просто апчхи! (Р. Сеф и Г. Эджибия)
- Красная шапочка и Серый волк (Ш. Перро, братья Гримм)
- Терем-теремок (А. Заболотный);
- Любопытный слонёнок (Р. Киплинг);
- Поросёнок Чок (Михаил Туровер);
- Лесной переполох с превращениями (С. Савельева);
- Конек-горбунок (П. Ершов);
- Три поросёнка (Г. Цветков);
- Мальчик-с-пальчик (братья Гримм);
- Весёлая репка (по русским народным сказкам);
- Ворон (К. Гоцци);
- Солнышко и снежные человечки (А. Веселов);
- Волшебная ночь (В. Малягин);
- Серенада (С. Мрожек);
- Наследство волшебника Бахрама (Э. Успенский);
- Король смеха (А. Аверченко);
- Снежная королева (Х. К. Андерсен);
- Золушка (Е. Шварц);
- Куда несёт меня лиса?! (Е. Медведовски);
- Кто царевну поцелует? (Ю. Ким);
- Золотой цыплёнок (В. Орлов).